# 遠洋漁業
遠洋漁業（えんようぎょぎょう、Pelagic fisheries）とは、主に外国の排他的経済水域内あるいは公海における大型漁船による漁業のことである。

## 概要
現代的な遠洋漁業の定義は、自国の排他的経済水域（200海里水域 - 370.4 km）の内外における大型漁船による漁業のことである。公海や外国の排他的経済水域内を漁場とすることも多く、世界の海を駆け回る漁業である。単船で行われる場合もあるが、船団を組んで相互に連絡を取り合う場合が多い。
現代の遠洋漁業は、大きな資本と人数をかけており、1か月から1年半にも及ぶ日数や人件費などの採算に合うマグロとカツオを主な対象魚種としているが、イカを対象とする船団もある。魚によってちがうが、獲った魚は冷凍され、大きい冷蔵庫に入れられる。近年は、漁場まで船だけ先に行かせ、操業を行う船員は飛行機で向かわせることで拘束時間を減らし、人件費削減をする例も見られる。
日本で行われる統計調査における定義では、遠洋漁業とは、遠洋底びき網漁業、以西底びき網漁業、遠洋マグロはえ縄漁業、遠洋カツオ一本釣漁業、遠洋イカ釣漁業等をいう。
日本は海に囲まれているため、古来より遠洋での漁業もされてきた（この場合の「遠洋」は、本拠地の港から遠いという意味）。江戸時代になると、鎖国政策によって、遠洋航海が可能な大型船（時化対応）や、長期航海が可能な寝床や調理場が設置されている船の建造が禁止されたため、北洋漁業の初期段階を除けば、遠洋漁業が出来るようになったのは開国後である。実際に遠洋漁業が始まったのは、明治時代における外国と日本（当時は大日本帝国）との関係が直接的な原因になっているが、飢饉に見舞われているわけではないにしろ日本の人口増が起きたことや、幕藩体制の崩壊による士族の困窮なども少なからず背景として考えられる（「陸地から遠い」という意味で遠洋漁業が定義されたのは現代になってから）。
1871年（明治4年）の廃藩置県によって体制弛緩が起きると、沿岸漁業において、新規に漁業を営もうとする人々が漁場に入り込むようになり、江戸時代以来の漁業慣行に動揺が生じた。1890年（明治23年）になると「官有地取扱措置」が定められ、海面の使用は許可制、水面使用料を徴収することとなり、沿岸における漁業紛争の解決に筋道が出来た。
1891年（明治24年）および1893年（明治26年）に、北太平洋海域におけるラッコ・オットセイの捕獲条約がイギリス・アメリカ合衆国・ロシアの間で締結された。すると、条約範囲外の海域での自由な操業を求めて外国猟船が南下し始め、親潮に乗って千島列島沖から、現・福島県いわき市塩屋崎沖の日本の領海まで進出し操業するに至った。日本政府が、1895年（明治28年）の臘虎膃肭獣猟法（ラッコ・オットセイ猟法）、1897年（明治30年）3月に遠洋漁業奨励法を公布すると、日本の海獣猟業も急速に発達し、外国猟船の締め出しに成功した。
日露戦争期の1905年（明治38年）になると、遠洋漁業奨励法は改正されて奨励金の率が高められた。すると、今度は日本猟船が急速に北太平洋に進出するようになり、海獣のみならず、魚類や鯨類などの海棲生物に対象も広げられていった。日露、日ソ間の協定が締結され、北洋漁業も発展した。
この時期は、不平等条約の条約改正期にあたり（1894年日清戦争直前に治外法権撤廃。1911年関税自主権回復）、日本の海外進出期にあたる。また、1870年代に缶詰の本格的な生産が日本でも始まり、余剰漁獲の輸出や軍事利用されるようになったことも遠洋漁業発展の背景となっている。
戦後占領期にはマッカーサー・ラインによって遠洋漁業は制限されていたが、1952年（昭和27年）の同ライン廃止と前後して特定第3種漁港の指定が開始されるなど、遠洋漁業は再び発展し始めた。高度経済成長期になると中産階級が拡大し、魚が庶民の食卓を賑わすようになり、保存技術の向上によって海から遠い山間部でも干物以外に様々な鮮魚を食せるようになった。そのような社会変革に合わせて遠洋漁業も発展してきたが、1973年にオイルショックが発生してコスト増が起きた。また、1977年に領海法が改正され、漁業水域に関する暫定措置法が施行されたことにより排他的経済水域が設定され、遠洋漁業は外国でのそれまでの自由な操業が出来なくなって衰退が始まった。1978年には第二次オイルショックも発生した。
さらに、1980年代半ばあたりから乱獲に起因するとみられる漁獲高の低下が発生し、安定成長期には食事の欧米化、1991年には牛肉輸入自由化が始まり、肉と魚による食卓のシェア争いも強くなった。すなわち、大漁が豊かさをもたらした時代から、需要と供給のバランスによる市場性の強いビジネスへと変化した。
近年は、捕鯨の規制、国際的な水産資源管理の流れ、そして最近の原油価格の高騰により、遠洋漁業で採算のとれる魚種は限られてきている。また、漁獲高の減少、国別の遠洋漁業用の保有船数の割り当ての開始、日本食の国際的普及により、対象魚種の市場価格の高騰が起きて、日本の遠洋漁業が日本のためだけの遠洋漁業ではなくなりつつある。また、自然保護団体からの批判も受けるようになって、遠洋漁業は、沿岸漁業や沖合漁業とは異なり、単に「遠い海で操業する漁業」から、国際市場や国際情勢と連関した「国際漁業」となってきている。
なお、日本の遠洋漁業では、給料が安くて済む外国人船員の雇用によるコスト削減が進み、一方で、遠洋漁業のノウハウのある船長や漁労長が外国遠洋漁業船にヘッドハンティングされるなど、人材も国際化が激しい。

## 漁獲量
農林水産省の漁業・養殖業生産統計年報によると、遠洋漁業の漁獲量は2000年の91万7000トンから2004年の68万6000トンまで急激に下がっている。2004年時点では2000年の75%までさがった。ただし、沖合漁業（69%に減少）や沿岸漁業（81%に減少）と比較すると、とくに遠洋漁業だけが衰退しているのではないことがわかる。
遠洋漁業と沖合漁業の不振は全魚種別で、最大の漁獲高となっているマイワシが66万1000トン（2000年）から5万トン（2004年）に急減したことが大きい。マイワシは1986年に104万トンの最高漁獲高を記録した後、減少する一方である。

## 漁船
日本における漁船の隻数は34万3411隻（2004年、農林水産省）である。遠洋漁業に分類される漁法は、ほとんど100トン以上の漁船を用いて行われており、100トン以上の漁船は全体の1％にも満たない。
狭い生活環境は、乗組員にとってストレスがたまりやすく、人間関係が悪化しやすいものであった。1970年には台湾のトロール漁船で船長に恨みを抱いた2船員が寝室に冷凍用のアンモニアガスを充満させ、一度に22人を殺害する事件も発生している。また、件数でみれば1975年に日本の船内で発生した殺人、殺人未遂、傷害致死事件は23件で、大半が航海期間が長いマグロ漁船内で発生していた。

## 無線通信
遠洋で操業される漁船では、その特性上短波による無線通信が主流である。
母港を管轄する漁業無線局に所属し、漁業通信を行っている。
通信には、主に中短波帯～短波帯を利用した、無線電話、モールス符号やラジオテレタイプを利用した無線電信が用いられる。
日本国内の漁業無線局では2014年現在でも、一部でモールス符号を用いた通信が行われている。
諸外国では、日本以上に広くモールス通信が利用されている。
商船では既に衛星を用いたGlobal Maritime Distress and Safety System（GMDSS）が配備され、日本国内においては無線通信士が同乗する船舶は見受けられないが、遠洋漁船では先述の通り、短波無線通信が通信手段として使用されている為、殆どの漁船には現在でも専任の通信士が同乗している（通信士#船舶無線）。
過去は無線通信士の同乗は義務だったもののGMDSS装置の普及から、現在では任意となっている。
鮪延縄漁業では、延縄の長さが100km～150kmと非常に長いことから他船と交差する危険があり、通信には容易に傍受できる無線通信を用い、他船と情報を共有するという意味合いもある。

## 労働環境
2020年代において中国や台湾企業が行う遠洋漁業は、船員の多くがインドネシア、フィリピン、ベトナム出身の外国人となっている。労働環境は過酷で賃金も安いため「現代の奴隷」と評されることがある。アメリカは、こうした労働環境で漁獲されたマグロを使用した製品などを「強制労働によって生み出された商品」として国内から締め出す方針を示している。

## 主な遠洋漁業・漁法
- 北洋漁業
- 遠洋捕鯨
- 遠洋鰹一本釣り漁業
- 遠洋烏賊釣り漁業
- 鮪延縄漁業
- 遠洋トローリング
- 海外まき網漁業